# پل ورسک

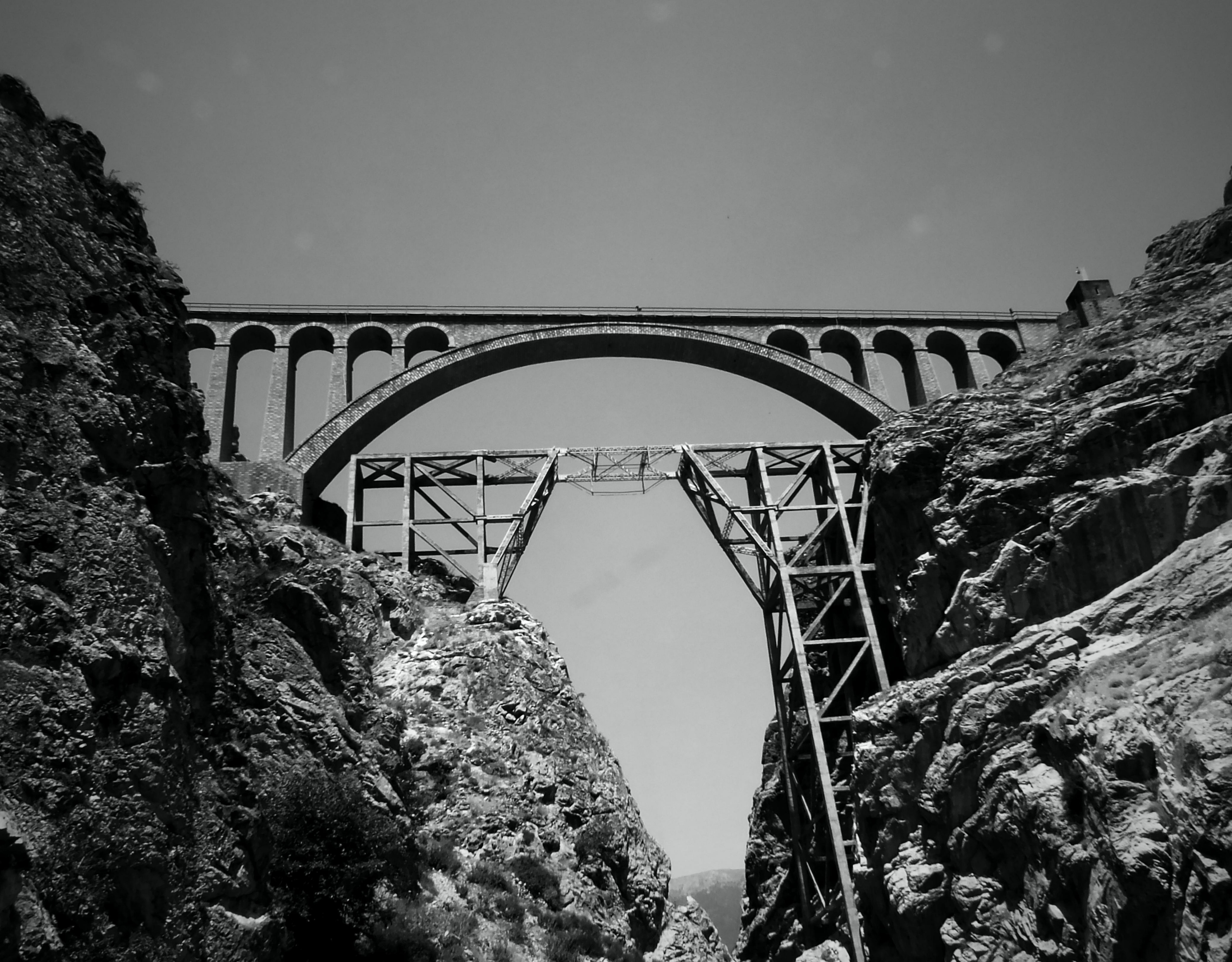

پل وِرِسک از بزرگ‌ترین پل‌های راه‌آهن سراسری ایران است که در ارتفاعات روستای ورسک در ۲۷ کیلومتری جنوب شهر پل سفید در شهرستان سوادکوه در استان مازندران قرار دارد. این پل که از شاهکارهای مهندسی به حساب می‌آید در سال ۱۳۱۵ توسط رضاشاه به بهره‌برداری رسید. پل ورسک که راه‌آهن سراسری تهران ـ شمال را به هم متصل می‌کند در ارتفاع ۱۱۰ متری از ته دره با دهانه ۶۶ متری و با وسایلی ابتدایی ساخته شد.
پل ورسک در شمار مهم‌ترین آثار فنی مهندسی راه‌آهن شمال ایران محسوب می‌شود که در مهرماه ۱۳۵۶ با شماره ۱۵۳۴ ثبت آثار ملی شده‌است. ورسک از جمله پل‌های استراتژیک ایران است که توسط شرکت دانمارکی کمپساکس و با تضمین ۷۰ ساله احداث شد. این پل در دوران جنگ جهانی دوم توسط چرچیل، نخست‌وزیر وقت انگلیس پل پیروزی لقب گرفت. همچنین در ۲۳ تیرماه ۱۳۲۴ بنابر پیشنهاد وزارت راه، پل ورسک به نام پل پیروزی نامیده شد.
این پل فقط مخصوص عبور قطار است و در حال حاضر قطارهای مسافری تهران-ساری و تهران-گرگان پس از گذشت بیش از ۸۵ سال هر روز چندین مرتبه از روی آن می‌گذرند. همچنین قطارهای باری و سوختی نیز از روی آن عبور می‌کنند. امروزه پل ورسک علاوه بر اهمیت ویژه در صنعت حمل ونقل، از جاذبه‌های سیاحتی ایران نیز محسوب می‌گردد.
نام پل ورسک در کتاب رکورد گینس، در بخش پل‌های با ارتفاع بیش از ۶۱ متر به ثبت رسیده‌است.

## تاریخچه

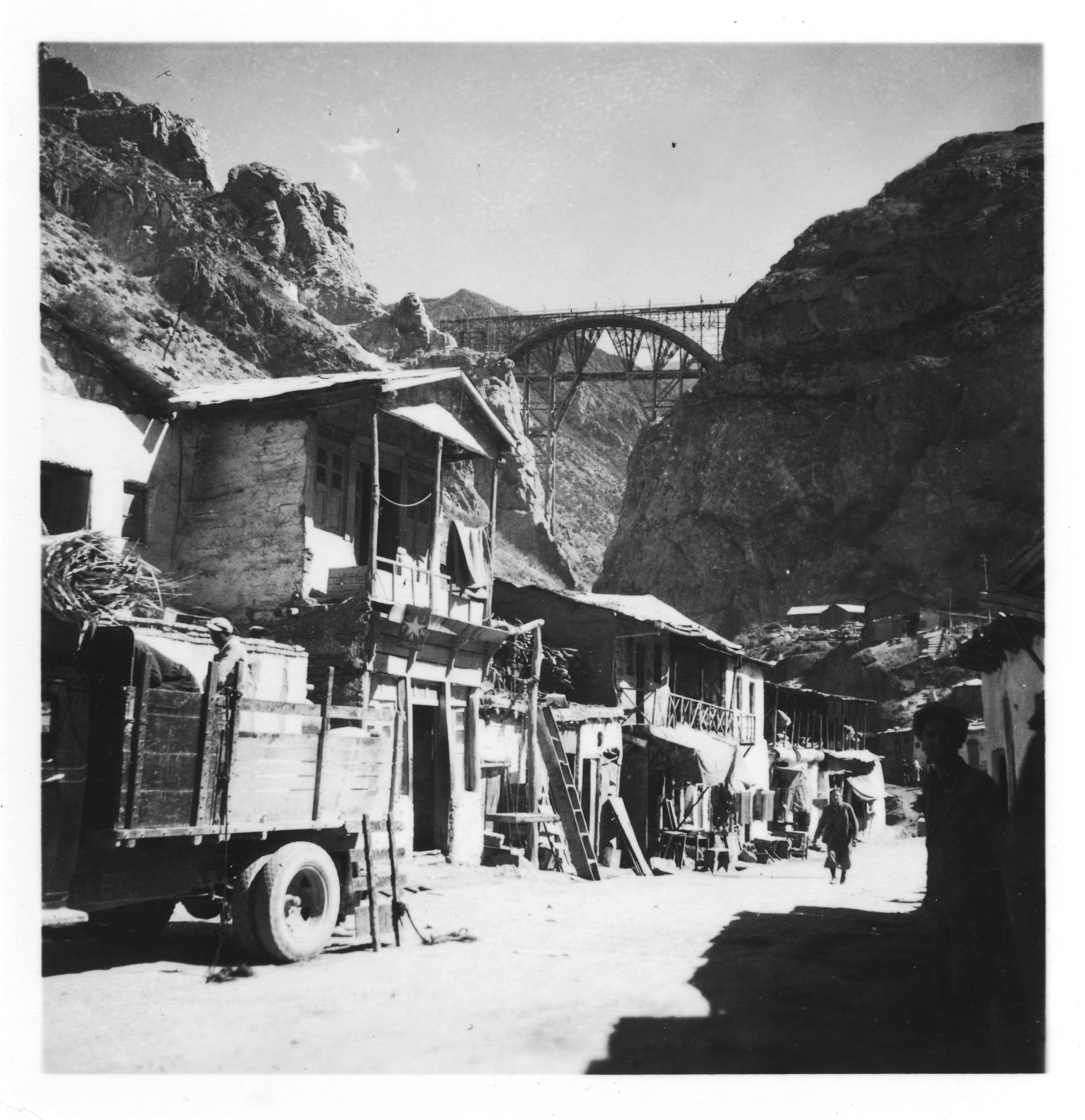
پل ورسک در دست ساخت، سال ۱۳۱۴، از آنه ماری شوارتسنباخ.

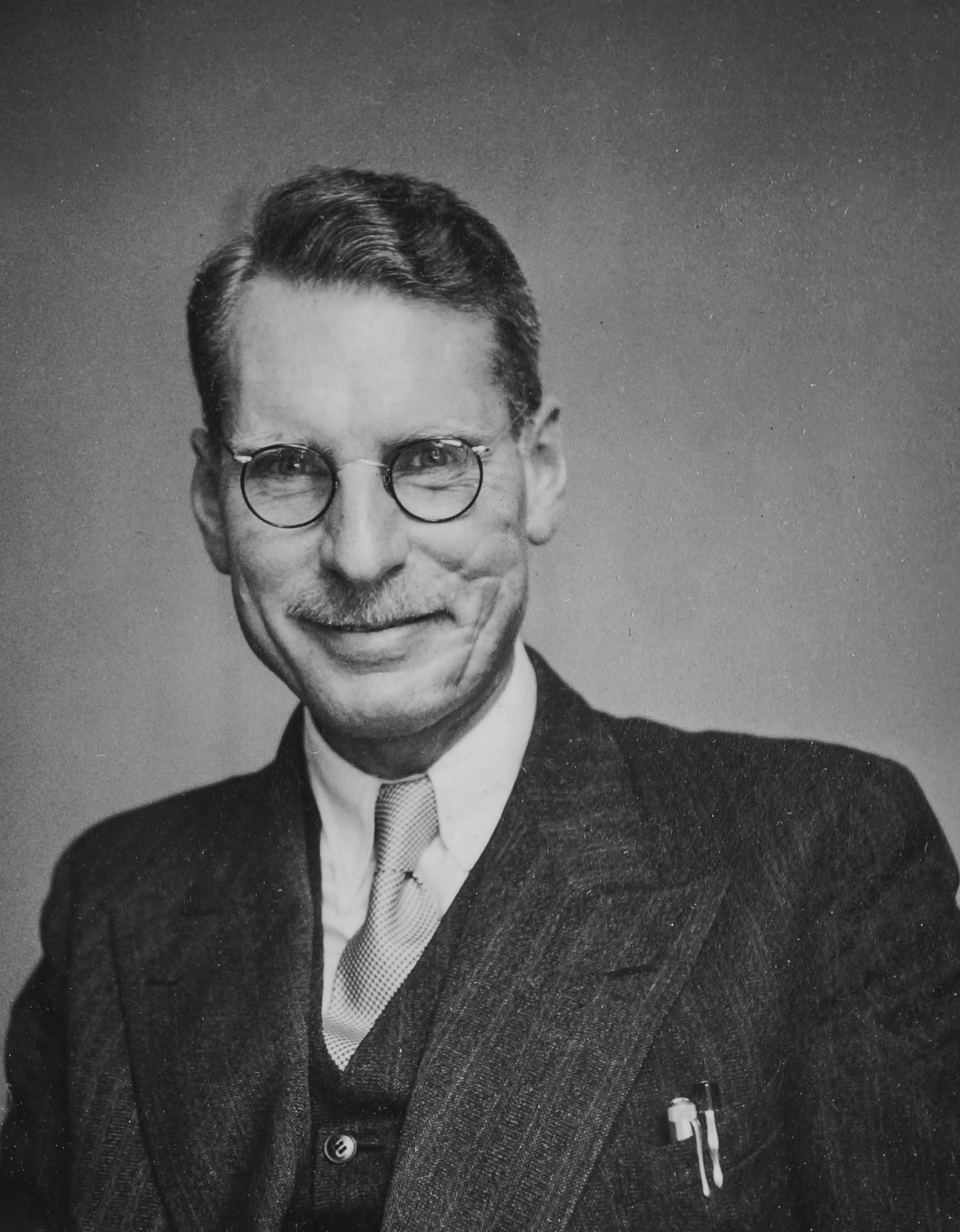
پروفسور ل. فون رابسوویچ، مهندس سازهٔ پُل وِرسک به‌همراه خانواده‌اش حدود دو سال در خانه‌ای در پائین دست پل و در کنار رودخانه ورسک زندگی می‌کردند.

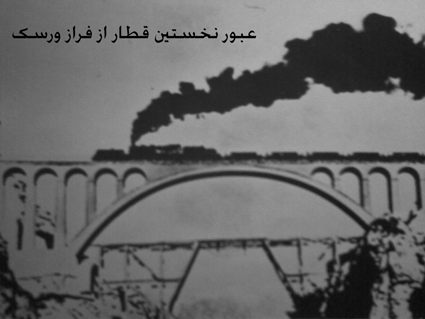
عبور نخستین قطار ایرانی از روی پل ورسک.

در زمان حکومت رضاشاه و در اول اردیبهشت سال ۱۳۱۲ یورگن ساکسیلد به عنوان مدیرعامل شرکت دانمارکی کمپساکس قرارداد احداث راه‌آهن شمال ـ جنوب ایران را امضاء کرد. تا قبل از آن برخی شرکت‌های آمریکایی، انگلیسی، فرانسوی و آلمانی در ساخت راه‌آهن از میان کوه‌های البرز ناکام مانده بودند. یورگن ساکسیلد در این قرارداد تعهد داد تا احداث ۹۰۰ کیلومتر خط راه‌آهن را در مدت شش سال به پایان برساند و برای ساخت هر متر راه‌آهن، معادل پنج دلار طلا (حدود ۱٬۵ گرم طلای خالص) دریافت کند. پس از آن بهترین مهندسان اروپا به ایران آمده و پس از تهیه عکس هوایی از کوه‌های البرز متوجه شدند که راه‌آهن باید از روستای عباس‌آباد (که بعدها به ورسک تغییر نام داد) عبور می‌کرد و قطار پس از عبور از روستای ورسک باید با طی مسافت ده کیلومتر و نیز ۶۰۰ متر صعود، از کوهستان عبور و به سمت تونل گدوک حرکت می‌کرد که حرکت در چنین شیب تندی برای قطار ناممکن بود. پس آنان تصمیم گرفتند مسیر را به شکل سه پله بر روی دامنه کوه اجرا کنند که به سه خط طلا معروف شد. همچنین وجود دره ورسک از چالش‌های دیگر این پروژه بود که مهندسان کمپساکس را مجبور کرد تا پلی با دهانه بزرگ را روی آن در نظر بگیرند. سرانجام کار ساخت این پل در اواسط آبان سال ۱۳۱۳ در شهرستان سوادکوه استان مازندران، توسط شرکت مهندسی دانمارکی کمپساکس، به عنوان برنده مناقصه ساخت پل، و توسط مهندسان آلمانی و اتریشی آغاز شد و در ۵ اردیبهشت سال ۱۳۱۵ گشوده شد. در زمان افتتاح پل ورسک رضاشاه شخصاً به سوادکوه آمد.
براساس گزارش روزنامه اطلاعات مورخ ۱۳۱۵/۲/۵ و آرشیو شرکت کامپساکس، لادیسلاوس فون رابسویچ (L. Von Robcevidc) مهندس سازنده پل ورسک می‌باشد. رابسویچ (۱۸۹۳–۱۹۷۵. م) که اهل اتریش است و مهندس ورسک نامیده می‌شد در مصاحبه خود با خبرنگار روزنامه اطلاعات می‌گوید: «روزی که این مدل را برای احداث پل ورسک تهیه کردم مهندسان دیگر با نظر حیرت به آن نگریسته و اجرای نقشه و احداث آن را در شمار یکی از فتوحات علم مهندسی به حساب آوردند. امروز که این پل احداث گردیده همه من و رفقایم را تحسین می‌کنند و آن را در شمار بهترین پل‌های قشنگ و شاهکار مهندسی می‌دانند.» سمت مهندس رابسویچ رئیس نظارت ساختمان پل بوده‌است و او به همراه خانواده‌اش در خانه‌ای واقع در دره ورسک و نزدیک پل اقامت داشت. همچنین رابسویچ مسئولیت احداث تونل‌های مسیر راه‌آهن را نیز به عهده داشت و از بنیان‌گذاران روش تونل‌زنی جدید اتریشی (NATM) بود.
همچنین سرپرستی مهندسان محاسب و طراح پل برعهده هانس اتو ناتر (Hans Otto Nater) مهندس سوئیسی بوده‌است که در طراحی و احداث پل و ایستگاه راه‌آهن برن سوئیس نقش داشت. هانس ناتر (۱۸۵۶–۱۹۵۴. م) نابغه ریاضی و پل‌سازی، فارغ‌التحصیل دانشگاه پلی تکنیک زوریخ (سوئیس) بود که طراحی و انجام محاسبات پل‌های راه‌آهن سراسری ایران و نیز پل ورسک توسط گروهی از مهندسان تحت نظارت او انجام شد. در ۱۷ شهریور ۱۳۱۷ مجلس شورای ملی تصویب کرد تا هانس ناتر با حقوق ماهانه ۱۷ هزار ریال به مدت یک‌سال به استخدام وزارت طرق درآید. همچنین مقرر شد نصف حقوق وی به صورت ریال و نصف دیگر آن که معادل ۱۰۵ لیره کاغذ و ۱۱ شیلینگ انگلیسی بود از قرار هر لیره ۸۰٬۵۰ ریال در آخر هر ماه پرداخت شود. همچنین صد لیره کاغذ بابت هزینه مسافرت به سوئیس و صد لیره کاغذ برای برگشت به وی پرداخت شود. در سال ۱۳۱۸ از خدمات وی رسماً تقدیر شد. هانس ناتر بعد از جنگ دوم جهانی سه بار به ایران مراجعت کرد، ولی بر اثر بیماری و شدت ضعف مجبور به بازگشت به سوئیس شد. ساکسیلد در کتاب خاطرات خود که آن را در سال ۱۳۵۰ با نام «خاطرات یک مهندس دانمارکی» چاپ کرد، برای طرح جلد کتابش از نمای پل ورسک استفاده کرد. همچنین یکی دیگر از افراد دخیل در این این پروژه بزرگ، دنیل مستدیم بوده‌است که در جریان آن پروژه فوت می‌کند، جسد وی را به زادگاهش منتقل نمی‌کنند و هم‌اکنون در قبرستان ورسک با سنگ چینی ای که توسط اهالی ورسک ساخته شده، دفن می‌باشد.به دلایل نا معلوم در حدود سال ۱۳۹۰ بعد از تعمیر جزی  بر روی سنگ چین قدیمی نام آن به را به والتر ایگنر تغییر دادن که هیچ سند و تصویر تاریخی مستندی برای آن موجود نیست . در سال ۱۳۹۷به درخواست یکی از اهالی ساکن اتریش با پیگیری و هماهنگی مسئولان محلی به جهت قدردانی از ایشان مقبره سنگ چین شده قدیمی باز سازی شد و اسم والتر ایگنر را بر روی آن نوشتند که نه نام سازنده اصلی پل می‌باشد نه نام دنیل مستدیم که سالها بر روی آن مقبره قدیمی وجود داشت.
متأسفانه در سالهای اخیر برخی از موسسات گردشگری بدون تحقیق و سند معتبر اعلام نموده اند مقبره موجود به روستای ورسک متعلق به سازنده اصلی پل ورسک می باشد در حالی طبق عکسها و مدارک موجود، آقای رابسویچ  بیش از 30 سال بعد از ساخت این پل، در قید حیات بوده اند شاهکارهای بسیار زیادی در حوزه سازه در کشورهای مختلف خلق نموده اند.
نام وِرِسک از روستای ورسک گرفته شده‌است که در مجاورت محل ساخت پل قرار داشته و در آن زمان در حدود ۲۰ خانوار در آن ساکن بوده‌اند. پس از چند سال از احداث پل ساکنان این روستا به ورسک امروزی که آن زمان به عباس‌آباد معروف بود، آمدند و امروز این روستا به نام ورسک عباس‌آباد معروف شده‌است. ورسک به دلیل وجود درختچه‌های ورس که در قسمت پشت پل به‌طور انبوه وجود دارد، به این نام معروف شده‌است.
بنابر روایتی دیگر ورسک از نام مهندسی به‌نام شژووسک اهل بوهم گرفته شده که در ساخت این پل شرکت داشته‌است و چون در فارسی این حرف چکی وجود ندارد و تلفظ آن کلمه برای بسیاری سخت بود، بدین نام مشهور گشته‌است.

## مکان پل

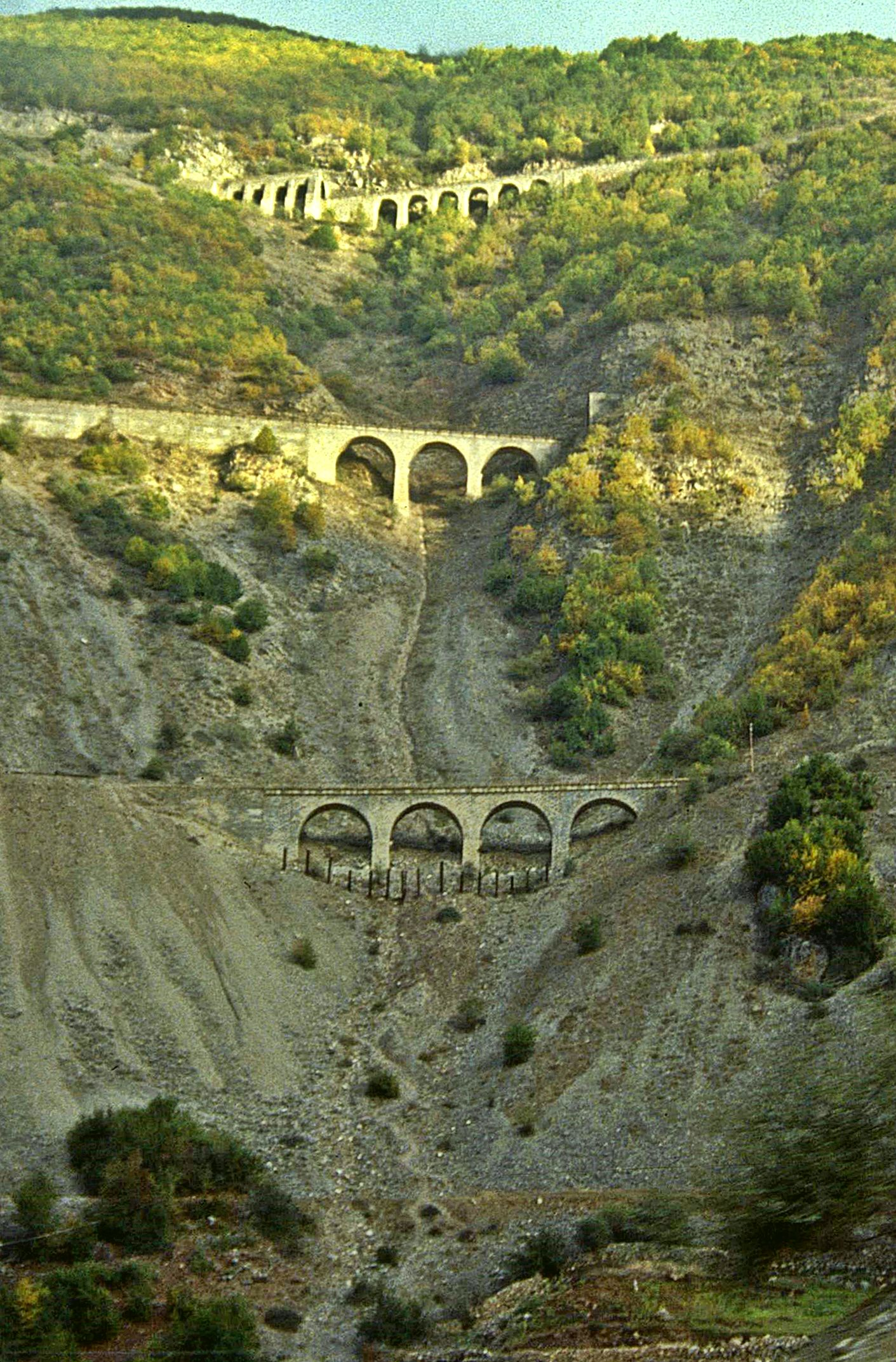
مسیر بالا رفتن خط آهن از کوه ورسک

این پل در درّهٔ ورسک در روستای ورسک در شهرستان سوادکوه، واقع در ۸۵ کیلومتری قائمشهر و ۱۸۰ کیلومتری تهران، در محور فیروزکوه و در مسیر راه‌آهن شمال قرار دارد. این پل دو کوه عظیم و سخت‌گذر عباس‌آباد را به یکدیگر اتصال می‌دهد. روستای ورسک در محدوده کوهستانی استقرار یافته و از سطح دریا ۲۱۴۰ متر ارتفاع دارد.
مسیرهای مختلفی برای رسیدن به پل ورسک وجود دارد که با توجه محل حرکت متفاوت خواهد بود. در مسیر تهران به مازندران، گردشگران با عبور مسافتی حدود ۱۷ کیلومتر از میدان شهرستان فیروزکوه وارد فرعی می‌شوند که با ادامه دادن آن به یکی از جاذبه‌های گردشگری طبیعی به نام «چشمه آب گدوک»، خواهند رسید. حدود ۳ کیلومتر پس از چشمه گدوک، به مسیری شیب‌دار به نام «گردنه گدوک» رسیده و درست در جهت راست مسیر، می‌توانند «آبشار شورآب» را مشاهده کنند. دقیقاً در قسمت بالای این آبشار، ریل قطار و در آن طرف ریل، روستای «شورآب»، قابل دیدن است. پس از منطقهٔ شورآب و در مسیر گردنه گدوک، در بخش پایین مسیر و در سمت راست و چپ، کوه‌هایی بزرگ و سنگی وجود دارد که بسیار زیبا و تماشایی است. در دل کوه‌ها و در سمت راست آن‌ها می‌توان سه ریل که به صورت موازی از یکدیگر قرار دارند را مشاهده کرد که در فاصلهٔ ۱۰۰ متری قرار دارد. این سه ریل موازی، همان سه خط طلای مشهور پل ورسک است که برای تماشای آن، این مسیر نسبتاً طولانی اما تماشایی را طی کرده‌اند. پس از سه خط طلا و عبور از تونل، به ورسک خواهند رسید. مسافران برای تماشای پل مجبور به پیاده شدن از خودرو خواهند بود.

## مشخصات فنی

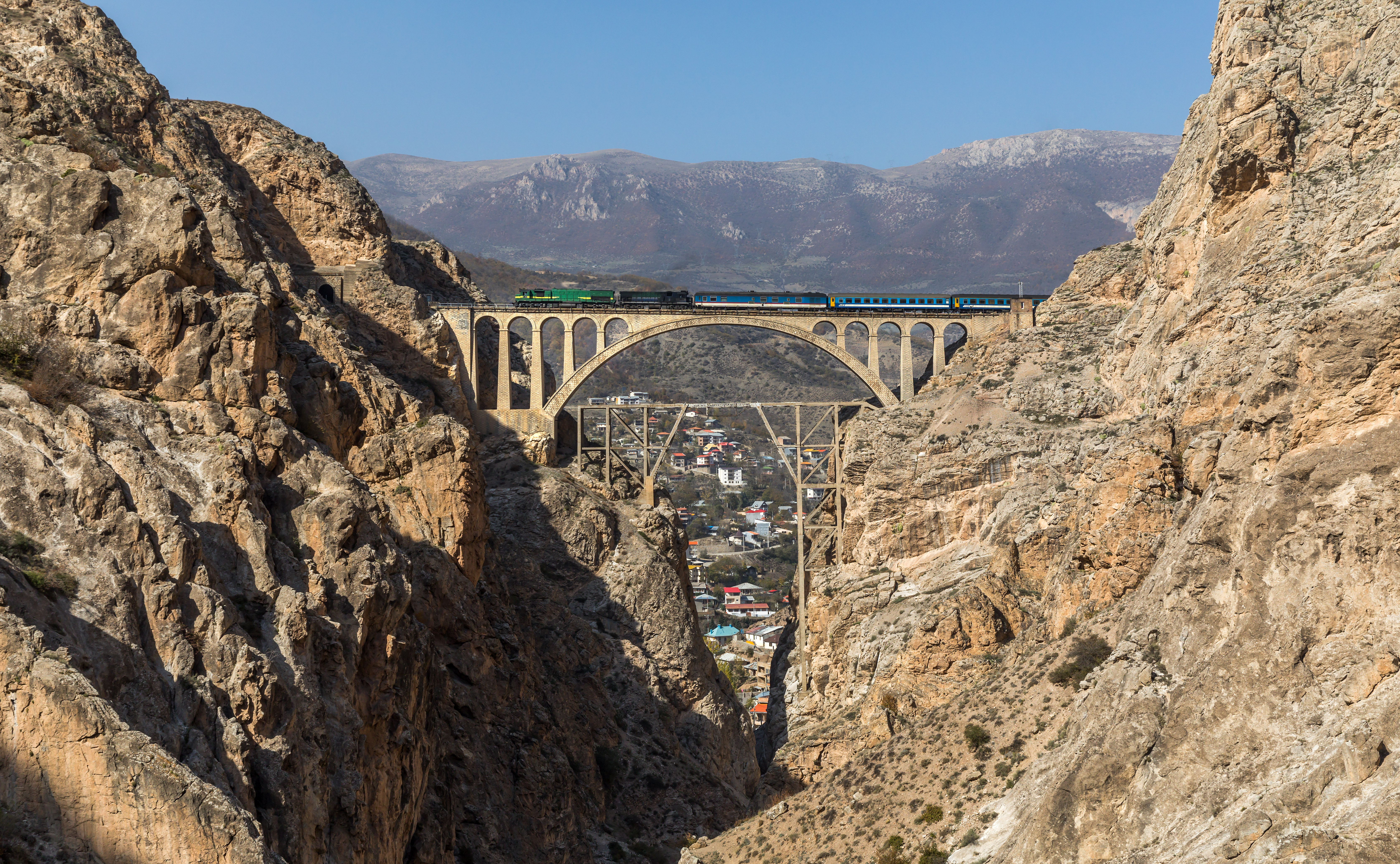
نگاره‌ای از پل ورسک در حین عبور قطار از روی آن. این پل در مسیر راه‌آهن سراسری ایران و در ارتفاع ۱۱۰ متری از ته دره، با دهانه ۶۶ متری و با وسایلی ابتدایی ساخته شد. این پل دو کوه عظیم و سخت‌گذر عباس‌آباد را به هم متصل می‌کند. از شگفتی‌های ساخت پل ورسک عدم استفاده از هر گونه سازه فلزی در ساخت آن است.

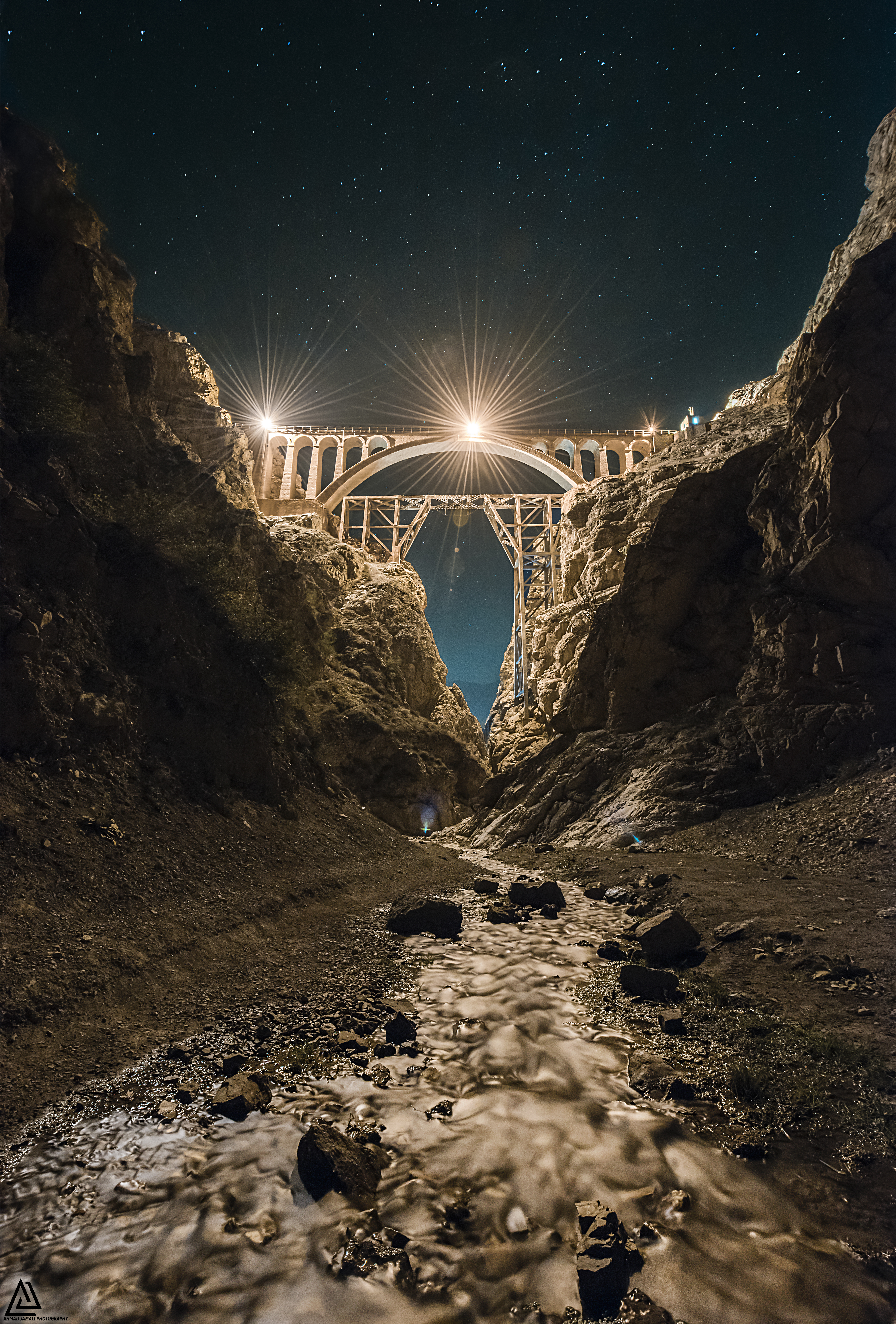
پل ورسک از نمای دره در شب

پل ورسک که راه ارتباطی راه‌آهن سراسری شمال جنوب می‌باشد با ابزار آلات بسیار ساده مانند دینامیت و دریل دستی ساخته شده‌است. این بنا از ملات سیمان و شن شسته شده و آجر ساخته شده و در ساختمان آن از آرماتور استفاده نشده‌است. به بیان دیگر این بنا از ملات غیر مسلح ساخته شده‌است. از شگفتی‌های ساخت این پل عدم استفاده از هیچ سازه فلزی در ساخت آن است. برای ساخت این پل ابتدا دوپایه بتنی در دو طرف کوه ایجاد شد و به هم متصل گردید و سپس دال قوسی روی آن اجرا گردید و سپس نمای آجری روی آن اجرا شد.
به‌علت احتمال طغیان رودخانه ورسک مهندسان تصمیم گرفتند با احداث تونلی در زیر رودخانه ورسک، ترن را از طغیان محافظت کنند و سپس با چرخش در مسیر و صعود به میزان صد متر، ترن روی پل راه‌آهن ورسک قرارگیرد.
حجم پل ورسک که دارای ۶۶ متر دهانه قوسی اصلی و ۱۱۰ متر ارتفاع از ته دره است، جمعاً ۴۵۰۰ مترمکعب است. طول کلی پل ۸۶ متر است. هزینه ساخت آن در آن زمان، بالغ بر ۲ میلیون و ۶۰۰ هزار ریال بوده‌است. برای ساخت این پل عظیم چند طرح مبتنی براستفاده از مصالح بنایی که بیشتر مقرون به صرفه بوده، به تصویب رسید.

## جنگ جهانی دوم
بر اساس برخی منابع با شروع جنگ دوم جهانی و با توجه به احتمال ورود متفقین به ایران و استفاده آنان از راه‌آهن ایران، تصمیم گرفته شد که همه پل‌ها مین‌گذاری شوند. پل راه‌آهن ورسک نیز شامل این دستور بود، اما پل‌ها هیچ‌گاه منفجر نشدند و متفقین پس از اطلاع از این موضوع اقدام به خنثی کردن مین‌ها کردند.این انفجار بین سال‌های ۱۳۱۷ تا ۱۳۲۰ با اشاره به مین‌گذاری پل ورسک گفته بود: «با شنیدن اخبار وحشتناک از جبهه‌های جنگ شوروی، دستور مین‌گذاری پل ورسک و پل‌های مهم دیگر راه‌آهن داده شد و این کار با دقت و به صورت محرمانه انجام پذیرفت. لیکن پس از اشغال ایران توسط متفقین، دستوری برای انفجار پل‌ها صادر نشد و متفقین هم از مکان دقیق آن‌ها باخبر شدند.»
در طول جنگ جهانی دوم متفقین برای جلوگیری از شکست اتحاد جماهیر شوروی از قوای آلمان روزانه با ۷۵ قطار ادوات نظامی و تسلیحات را از بندر شاهپور (بندر امام خمینی فعلی) به بندر شاه (بندر ترکمن فعلی) می‌رساندند و به‌طور متوسط هر ۲۵ دقیقه یک قطار از روی پل ورسک عبور می‌کرد.
در همان زمان‌ها به دستور مقامات وقت پل ورسک به رنگ سفید و با نقاشی حسینعلی شمشیری (اوس علی شمشیری) رنگ آمیزی گردید.

## وضعیت پایداری پل
در سال ۱۳۹۵ با توجه به ۸۰ ساله شدن عمر پل ورسک و با توجه به اعلام نگرانی‌هایی در خصوص نحوه نگهداری و تقویت پل، یوسف گران پاشا مدیرعامل وقت راه‌آهن شمال گفت که براساس قراردادی که با دانشگاه صنعتی شریف برای سنجش مقاومت پل ورسک منعقد شده، سنسوری بر روی پل نصب شده که میزان ضربه‌های ناشی از تردد قطار را بر روی پل بررسی می‌کند و درصورت ایجاد مشکل، هشدارهای لازم به مرکز مانیتورینگ ارسال می‌شود.
وی همچنین اظهار داشت که همه ساله با ماشین آلات مدرن بازدیدهایی از زیر پل انجام و مصالح فرسوده حذف می‌شود تا مصالح مقاوم جای آن‌ها را بگیرد و تمام فعالیت‌ها برای نگهداری پل ورسک که در زمره وظایف راه‌آهن شمال بوده، انجام شد و مشکل خاصی در شرایط فعلی برای این سازه با عظمت تاریخی وجود ندارد.

## نگارخانه

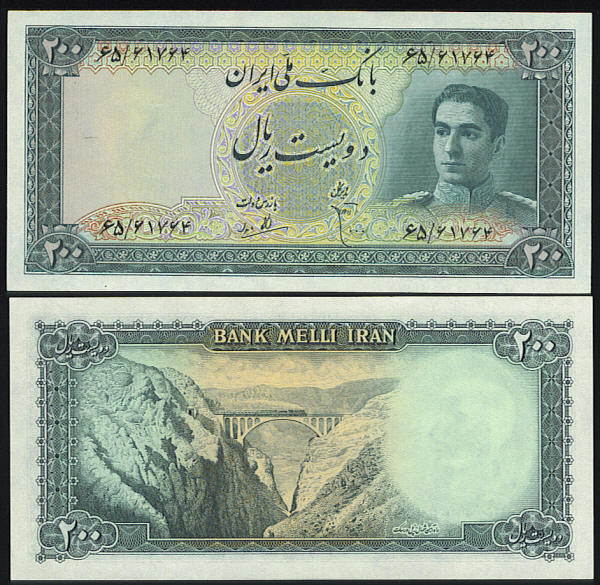
دویست ریالی - پشت اسکناس تصویر راه آهن شمال - پل ورسک
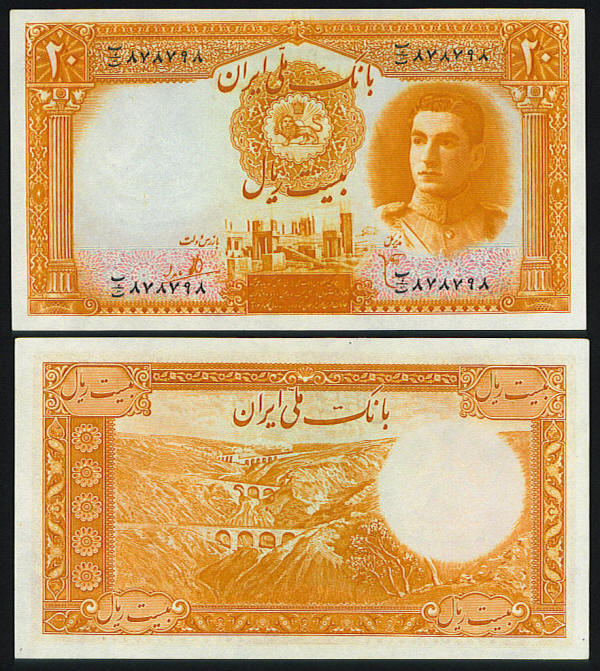
تصویر راه‌آهن شمال، سه خط طلا اسکناس بیست ریالی
پانورامای روستای ورسک و پل ورسک در روزی برفی